# Eslovenia en el Festival de la Canción de Eurovisión 2021
Eslovenia participó en el LXV Festival de la Canción de Eurovisión, celebrado en Róterdam, Países Bajos del 18 al 22 de mayo del 2021, tras la victoria de Duncan Laurence con la canción «Arcade». La RTVSLO decidió mantener a la representante de Eslovenia de la cancelada edición de 2020, Ana Soklič para participar en la edición de 2021, siendo presentada en el mes de marzo la balada góspel «Amen» con la cual competiría.
Pasando desapercibida por las casas de apuestas, Ana Soklič finalizó en 13° lugar de la semifinal 1 con 44 puntos, 36 puntos del jurado profesional y solo 8 del televoto, con lo cual Eslovenia era eliminada en semifinales por primera vez en 4 años.

## Historia de Eslovenia en el Festival
Eslovenia es uno de los países de Europa del Este que se fueron uniendo al festival después de la disolución de Yugoslavia, debutando en 1993, tras ganar «Kvalifikacija za Millstreet», la primera ronda eliminatoria realizada para el festival tras la alta demanda de países que deseaban participar en el concurso. Desde entonces el país ha concursado en 25 ocasiones, siendo su mejor participación en 1995 y en 2001, cuando se colocaron en 7.ª posición con Darja Švajger con la balada en esloveno «Prisluhni mi» y Nuša Derenda con el tema electropop «Energy». Así mismo, el país se ha colocado en una ocasión más dentro de los 10 mejores del concurso: en 1997. Desde la introducción de las semifinales, Eslovenia ha logrado estar en la final en 6 ocasiones, siendo uno de los países con más eliminaciones en semifinales.
La representante para la edición cancelada de 2020 era la ganadora del tradicional EMA de ese año, Ana Soklič con la balada «Voda». En 2019, los ganadores del EMA, Zala Kralj & Gašper Šantl, terminó en 15° lugar con 105 puntos en la gran final, con el tema «Sebi», obteniendo el 11.º lugar en el televoto con 59 puntos y finalizando en 16.º lugar del jurado profesional con 46 puntos. Previamente había clasificado en la semifinal 1 tras obtener la 6.ª posición con 167 puntos.

## Representante para Eurovisión

### Elección Interna
Eslovenia confirmó su participación en el Festival de Eurovisión de 2021 el 16 de mayo de 2020 anunciando que Ana Soklič, artista seleccionada para participar en el festival de 2020, se mantendría como representante eslovena en el concurso. La RTVSLO abrió el plaza para la entrega de propuestas para la cantante desde el 13 de julio hasta el 30 de octubre de 2020. Si bien en un principio Eslovenia planeó realizar el tradicional EMA para seleccionar la canción con la que concursarían, finalmente Ana Soklič la seleccionó de manera interna, celebrándose el EMA para la presentación de la canción y conmemorar el 60° aniversario de la primera participación eslovena como parte de Yugoslavia. El 27 de febrero se presentó la balada góspel «Amen» compuesta por la propia Ana, Bojan Simončič, Žiga Pirnat y Charlie Mason, este último ganador de Eurovisión como compositor de «Rise like a Phoenix», canción ganadora en 2014 por Austria. El video oficial fue estrenado el 29 de abril.

## En Eurovisión
De acuerdo a las reglas del festival, todos los concursantes inician desde las semifinales, a excepción del anfitrión (en este caso, Países Bajos) y el Big Five compuesto por Alemania, España, Francia, Italia y Reino Unido. La producción del festival decidió respetar el sorteo ya realizado para la edición cancelada de 2020 por lo que se determinó que el país, tendría que participar en la primera semifinal. En este mismo sorteo, se determinó que participaría en la primera mitad de la semifinal (posiciones 1-7). Semanas después, ya conocidos los artistas y sus respectivas canciones participantes, la producción del programa dio a conocer el orden de actuación, determinando que Eslovenia participara en la segunda posición, precedida por Lituania y seguido de Rusia.
Los comentarios para Eslovenia corrieron por parte de Mojca Mavec, tanto para televisión como para radio. La portavoz de la votación del jurado profesional esloveno fue la presentadora Lorella Flego.

### Semifinal 1
Ana Soklič tomó parte de los primeros ensayos los días 8 y 12 de mayo, así como de los ensayos generales con vestuario de la primera semifinal los días 17 y 18 de mayo. El ensayo general de la tarde del 17 fue tomado en cuenta por los jurados profesionales para emitir sus votos, que representan el 50% de los puntos. Eslovenia se presentó en la posición 2, detrás de Rusia y por delante de Lituania. La actuación eslovena fue sencilla, con Ana Soklič usando un traje blanco con una capa del mismo color sola en el escenario, que era iluminado en colores dorados y en la pantalla LED se proyectaban fondos de galaxias y la Tierra.
Al final del show, Eslovenia no fue anunciada como uno de los países clasificados para la gran final. Los resultados revelados una vez terminado el festival, posicionaron a la cantante eslovena en la 13.ª posición con 44 puntos, habiéndose colocado en 13.er lugar del jurado profesional con 36 puntos y en 14.º lugar del televoto con 8 puntos.

### Votación

#### Puntuación otorgada a Eslovenia

##### Semifinal 1
| Jurado    | Jurado                           | Jurado                         | Jurado    | Jurado   |
| 12 puntos | 10 puntos                        | 8 puntos                       | 7 puntos  | 6 puntos |
| --------- | -------------------------------- | ------------------------------ | --------- | -------- |
|           |                                  |                                | - Rumania | - Chipre |
| 5 puntos  | 4 puntos                         | 3 puntos                       | 2 puntos  | 1 punto  |
| - Malta   | - Azerbaiyán - Noruega - Ucrania | - Israel - Macedonia del Norte |           |          |
| Televoto  |                                  |                                |           |          |
| 12 puntos | 10 puntos                        | 8 puntos                       | 7 puntos  | 6 puntos |
|           |                                  |                                |           |          |
| 5 puntos  | 4 puntos                         | 3 puntos                       | 2 puntos  | 1 punto  |
| - Croacia |                                  | - Macedonia del Norte          |           |          |

#### Puntuación otorgada por Eslovenia
| Puntos    | Jurado              | Televoto            |
| --------- | ------------------- | ------------------- |
| 12 puntos | Chipre              | Croacia             |
| 10 puntos | Rusia               | Ucrania             |
| 8 puntos  | Azerbaiyán          | Macedonia del Norte |
| 7 puntos  | Croacia             | Rusia               |
| 6 puntos  | Malta               | Noruega             |
| 5 puntos  | Bélgica             | Malta               |
| 4 puntos  | Macedonia del Norte | Bélgica             |
| 3 puntos  | Noruega             | Azerbaiyán          |
| 2 puntos  | Israel              | Suecia              |
| 1 punto   | Ucrania             | Chipre              |

| Puntos    | Jurado    | Televoto  |
| --------- | --------- | --------- |
| 12 puntos | Italia    | Serbia    |
| 10 puntos | Islandia  | Italia    |
| 8 puntos  | Rusia     | Grecia    |
| 7 puntos  | Suiza     | Ucrania   |
| 6 puntos  | Bélgica   | Francia   |
| 5 puntos  | Malta     | Suiza     |
| 4 puntos  | Finlandia | Finlandia |
| 3 puntos  | Grecia    | Islandia  |
| 2 puntos  | Francia   | Noruega   |
| 1 punto   | Israel    | Rusia     |

##### Desglose
El jurado esloveno estuvo compuesto por:
- Bojan Cvjetićanin
- Nuša Derenda
- Boštjan Grabnar
- Maja Keuc (Amaya)
- Aleš Vovk (Raay)

| Semifinal 1 | Semifinal 1         | Semifinal 1                | Semifinal 1                | Semifinal 1                | Semifinal 1                | Semifinal 1                | Semifinal 1                | Semifinal 1                | Semifinal 1                | Semifinal 1                |
| N.º         | País                | Jurado                     | Jurado                     | Jurado                     | Jurado                     | Jurado                     | Jurado                     | Jurado                     | Televoto                   | Televoto                   |
| N.º         | País                | Jurado A                   | Jurado B                   | Jurado C                   | Jurado D                   | Jurado E                   | Ranking                    | Puntos                     | Ranking                    | Puntos                     |
| ----------- | ------------------- | -------------------------- | -------------------------- | -------------------------- | -------------------------- | -------------------------- | -------------------------- | -------------------------- | -------------------------- | -------------------------- |
| 01          | Lituania            | 10                         | 13                         | 10                         | 11                         | 10                         | 12                         |                            | 12                         |                            |
| 02          | Eslovenia           | -------------------------- | -------------------------- | -------------------------- | -------------------------- | -------------------------- | -------------------------- | -------------------------- | -------------------------- | -------------------------- |
| 03          | Rusia               | 2                          | 2                          | 2                          | 3                          | 14                         | 2                          | 10                         | 4                          | 7                          |
| 04          | Suecia              | 12                         | 7                          | 12                         | 8                          | 8                          | 11                         |                            | 9                          | 2                          |
| 05          | Australia           | 11                         | 12                         | 11                         | 15                         | 15                         | 14                         |                            | 15                         |                            |
| 06          | Macedonia del Norte | 13                         | 4                          | 8                          | 14                         | 3                          | 7                          | 4                          | 3                          | 8                          |
| 07          | Irlanda             | 15                         | 14                         | 15                         | 12                         | 12                         | 15                         |                            | 14                         |                            |
| 08          | Chipre              | 1                          | 3                          | 3                          | 2                          | 2                          | 1                          | 12                         | 10                         | 1                          |
| 09          | Noruega             | 9                          | 6                          | 7                          | 9                          | 9                          | 8                          | 3                          | 5                          | 6                          |
| 10          | Croacia             | 8                          | 5                          | 5                          | 1                          | 4                          | 4                          | 7                          | 1                          | 12                         |
| 11          | Bélgica             | 4                          | 10                         | 1                          | 13                         | 5                          | 6                          | 5                          | 7                          | 4                          |
| 12          | Israel              | 6                          | 9                          | 13                         | 10                         | 6                          | 9                          | 2                          | 11                         |                            |
| 13          | Rumania             | 14                         | 15                         | 14                         | 7                          | 13                         | 13                         |                            | 13                         |                            |
| 14          | Azerbaiyán          | 3                          | 8                          | 4                          | 5                          | 1                          | 3                          | 8                          | 8                          | 3                          |
| 15          | Ucrania             | 7                          | 11                         | 9                          | 6                          | 11                         | 10                         | 1                          | 2                          | 10                         |
| 16          | Malta               | 5                          | 1                          | 6                          | 4                          | 7                          | 5                          | 6                          | 6                          | 5                          |

| Final | Final        | Final    | Final    | Final    | Final    | Final    | Final   | Final  | Final    | Final    |
| N.º   | País         | Jurado   | Jurado   | Jurado   | Jurado   | Jurado   | Jurado  | Jurado | Televoto | Televoto |
| N.º   | País         | Jurado A | Jurado B | Jurado C | Jurado D | Jurado E | Ranking | Puntos | Ranking  | Puntos   |
| ----- | ------------ | -------- | -------- | -------- | -------- | -------- | ------- | ------ | -------- | -------- |
| 01    | Chipre       | 13       | 9        | 15       | 7        | 12       | 15      |        | 15       |          |
| 02    | Albania      | 10       | 12       | 9        | 15       | 5        | 11      |        | 12       |          |
| 03    | Israel       | 5        | 11       | 8        | 14       | 7        | 10      | 1      | 22       |          |
| 04    | Bélgica      | 6        | 17       | 4        | 20       | 4        | 5       | 6      | 19       |          |
| 05    | Rusia        | 2        | 1        | 1        | 9        | 13       | 3       | 8      | 10       | 1        |
| 06    | Malta        | 11       | 3        | 12       | 5        | 17       | 6       | 5      | 13       |          |
| 07    | Portugal     | 14       | 20       | 19       | 18       | 18       | 19      |        | 18       |          |
| 08    | Serbia       | 16       | 5        | 11       | 10       | 15       | 13      |        | 1        | 12       |
| 09    | Reino Unido  | 20       | 25       | 25       | 26       | 26       | 25      |        | 25       |          |
| 10    | Grecia       | 18       | 10       | 10       | 11       | 2        | 8       | 3      | 3        | 8        |
| 11    | Suiza        | 4        | 2        | 6        | 4        | 3        | 4       | 7      | 6        | 5        |
| 12    | Islandia     | 1        | 6        | 3        | 1        | 8        | 2       | 10     | 8        | 3        |
| 13    | España       | 22       | 21       | 21       | 23       | 21       | 21      |        | 23       |          |
| 14    | Moldavia     | 23       | 26       | 24       | 22       | 19       | 23      |        | 26       |          |
| 15    | Alemania     | 24       | 24       | 22       | 24       | 24       | 24      |        | 17       |          |
| 16    | Finlandia    | 12       | 14       | 13       | 3        | 6        | 7       | 4      | 7        | 4        |
| 17    | Bulgaria     | 19       | 18       | 16       | 19       | 20       | 20      |        | 20       |          |
| 18    | Lituania     | 21       | 22       | 20       | 16       | 10       | 18      |        | 14       |          |
| 19    | Ucrania      | 8        | 15       | 7        | 12       | 11       | 12      |        | 4        | 7        |
| 20    | Francia      | 7        | 8        | 5        | 8        | 16       | 9       | 2      | 5        | 6        |
| 21    | Azerbaiyán   | 9        | 16       | 14       | 17       | 9        | 16      |        | 16       |          |
| 22    | Noruega      | 17       | 4        | 17       | 13       | 14       | 14      |        | 9        | 2        |
| 23    | Países Bajos | 25       | 23       | 23       | 25       | 25       | 26      |        | 24       |          |
| 24    | Italia       | 3        | 7        | 2        | 2        | 1        | 1       | 12     | 2        | 10       |
| 25    | Suecia       | 15       | 13       | 18       | 6        | 23       | 17      |        | 11       |          |
| 26    | San Marino   | 26       | 19       | 26       | 21       | 22       | 22      |        | 21       |          |